# Bernusbau

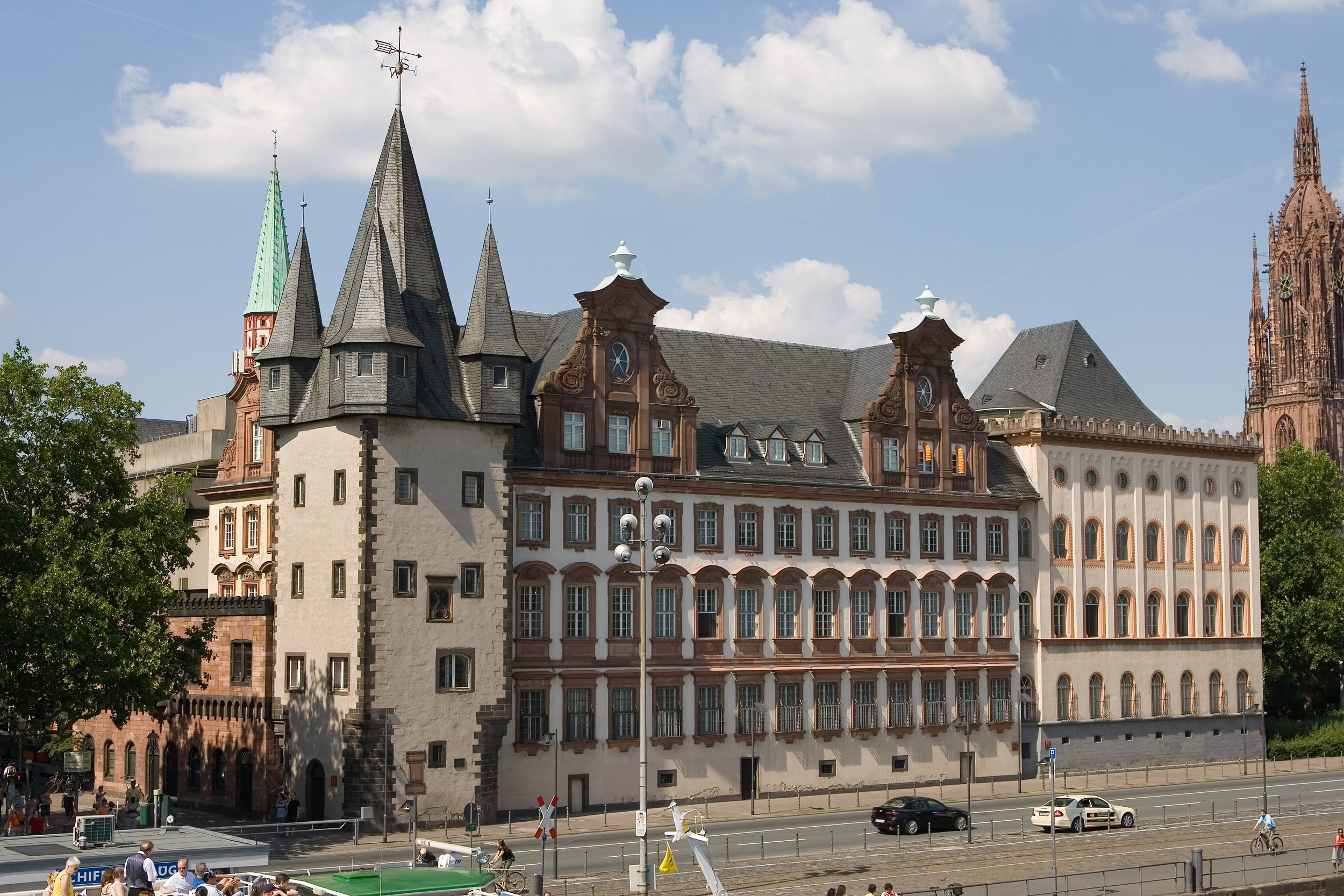
Bernusbau in Frankfurt am Main

Der Bernusbau ist ein barocker Stadtpalast in Frankfurt am Main und Teil des Saalhofes. Die wohlhabende, aus Hanau eingewanderte, Kaufmannsfamilie Bernus ließ das Gebäude 1715 bis 1717 am Mainkai anstelle älterer, baufälliger Reste des mittelalterlichen Saalhofes errichten.

## Geschichte
Die Vorfahren der Familie Bernus waren Glaubensflüchtlinge, die im 17. Jahrhundert von Italien über die Niederlande zunächst in die evangelisch-reformierte Stadt Hanau gezogen waren. Ein Jacques Bernus aus der italienischen Stadt Piacenza hatte sich im Jahr 1612 in Hanau niedergelassen. Seine Urenkel, die beiden Brüder Heinrich und Johannes Bernus (1657–1720), reiche Tuchhändler, siedelten 1682 bereits vermögend von Hanau in die lutherische Freie Reichsstadt Frankfurt am Main über und erwarben dort 1696 das Bürgerrecht. Im gleichen Jahr kauften sie den alten, völlig verwahrlosten Saalhof, die ehemalige Königspfalz der Staufer.
Von 1715 bis 1717 entstand nach Plänen des Arnsburger Zisterzienserpaters Bernhard Kirn anstelle der Kaimauer am Mainufer als Stadtpalast der barocke Bernusbau mit Giebelfassaden, der architektonisch an den Friedrichsbau des Heidelberger Schlosses erinnert. Der einzige Sohn des Heinrich, Jakob Bernus, übernahm im Jahr 1725 allein den Saalhof. Seine Nachkommen sind im Mannesstamm ausgestorben. Das Bauwerk ist das unmittelbare Nachbargebäude des Rententurms, ein Turm der ehemaligen Frankfurter Stadtbefestigung. Heute sind Rententurm und Saalhof mit Bernusbau und Burnitzbau Teile des Historischen Museums der Stadt Frankfurt.

## Bildergalerie

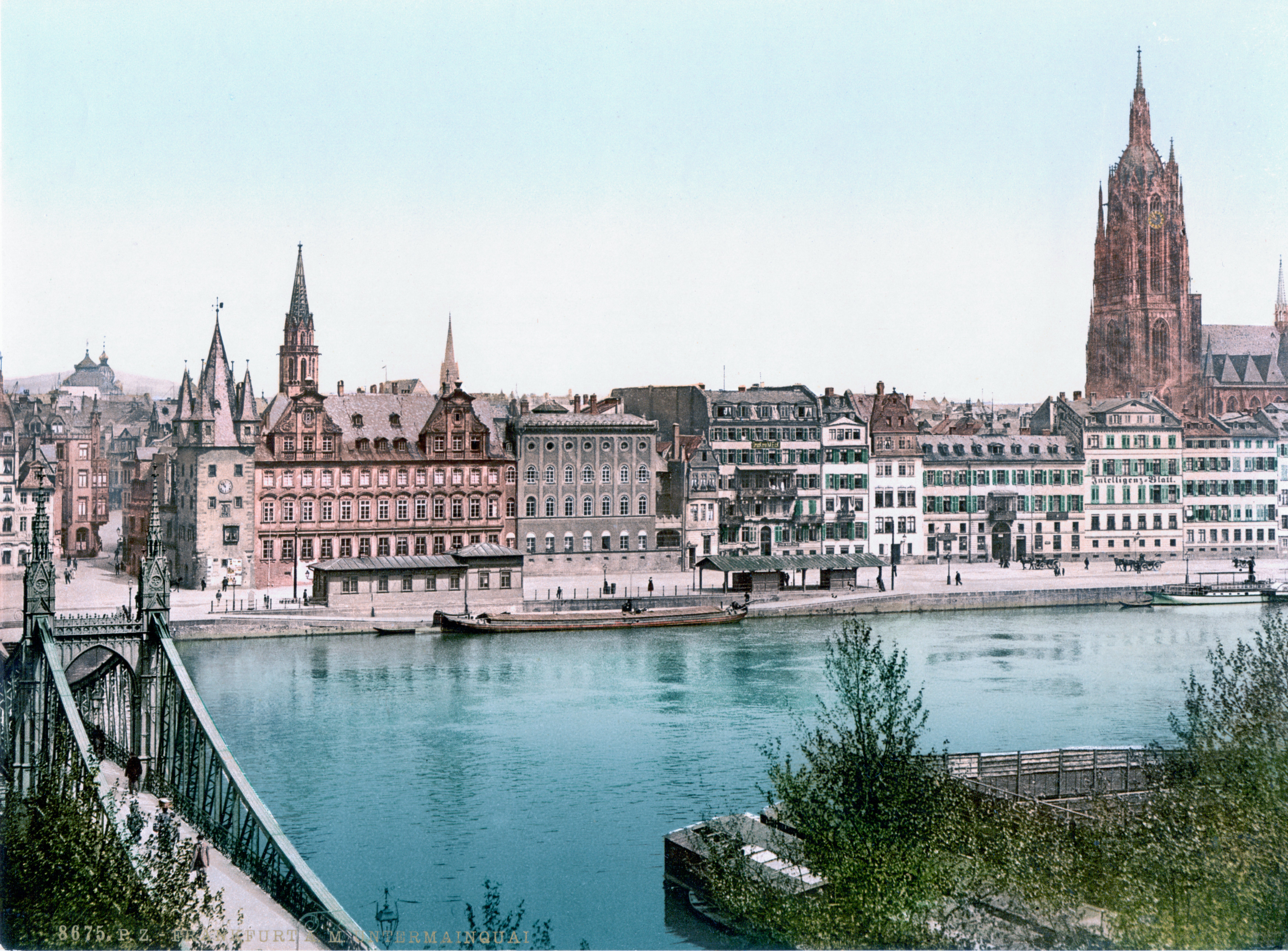
Untermainkai Saalhof mit Bernus- und Burnitzbau um 1900
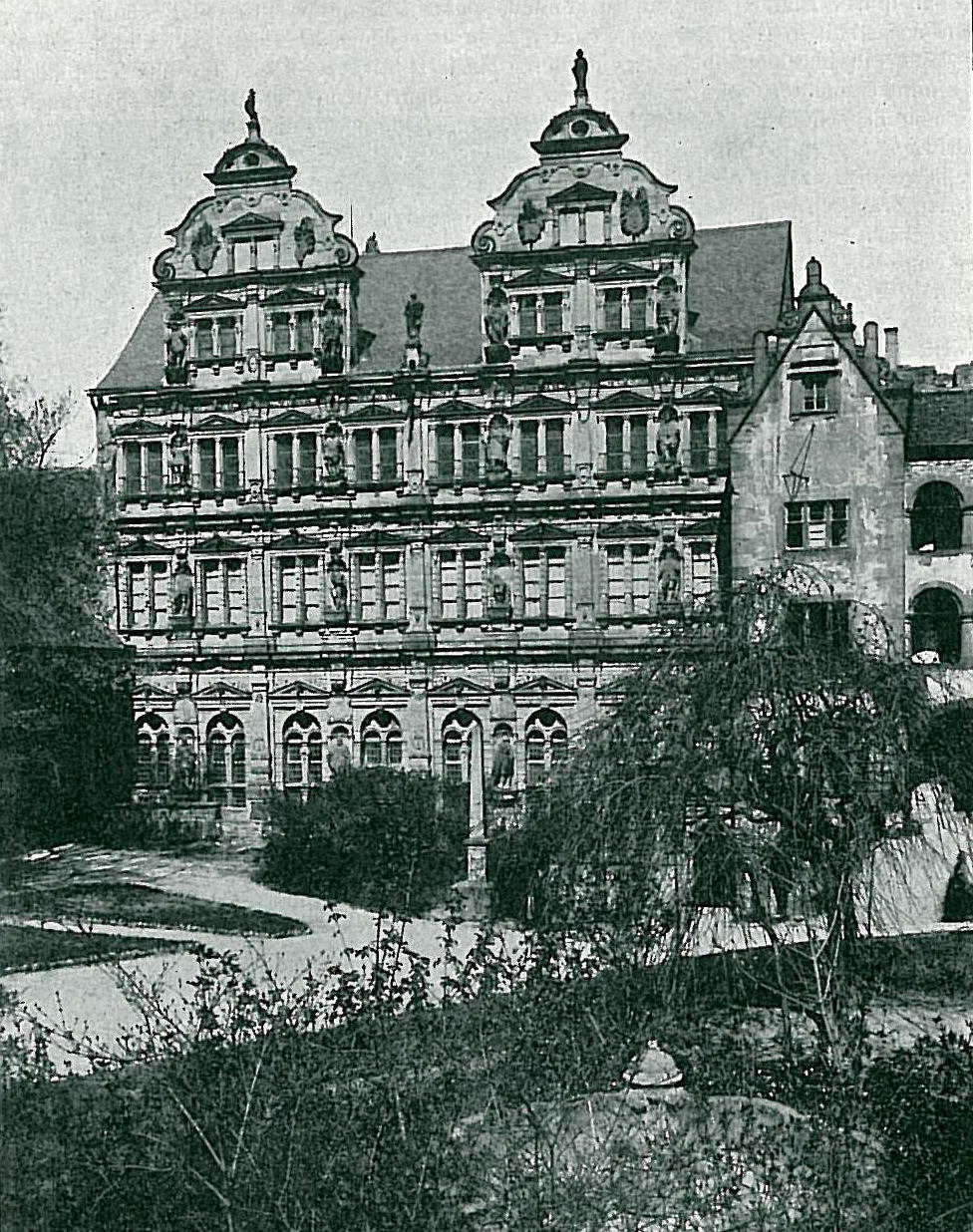
Vorlage des Bernusbaues, der Friedrichsbau des Heidelberger Schlosses
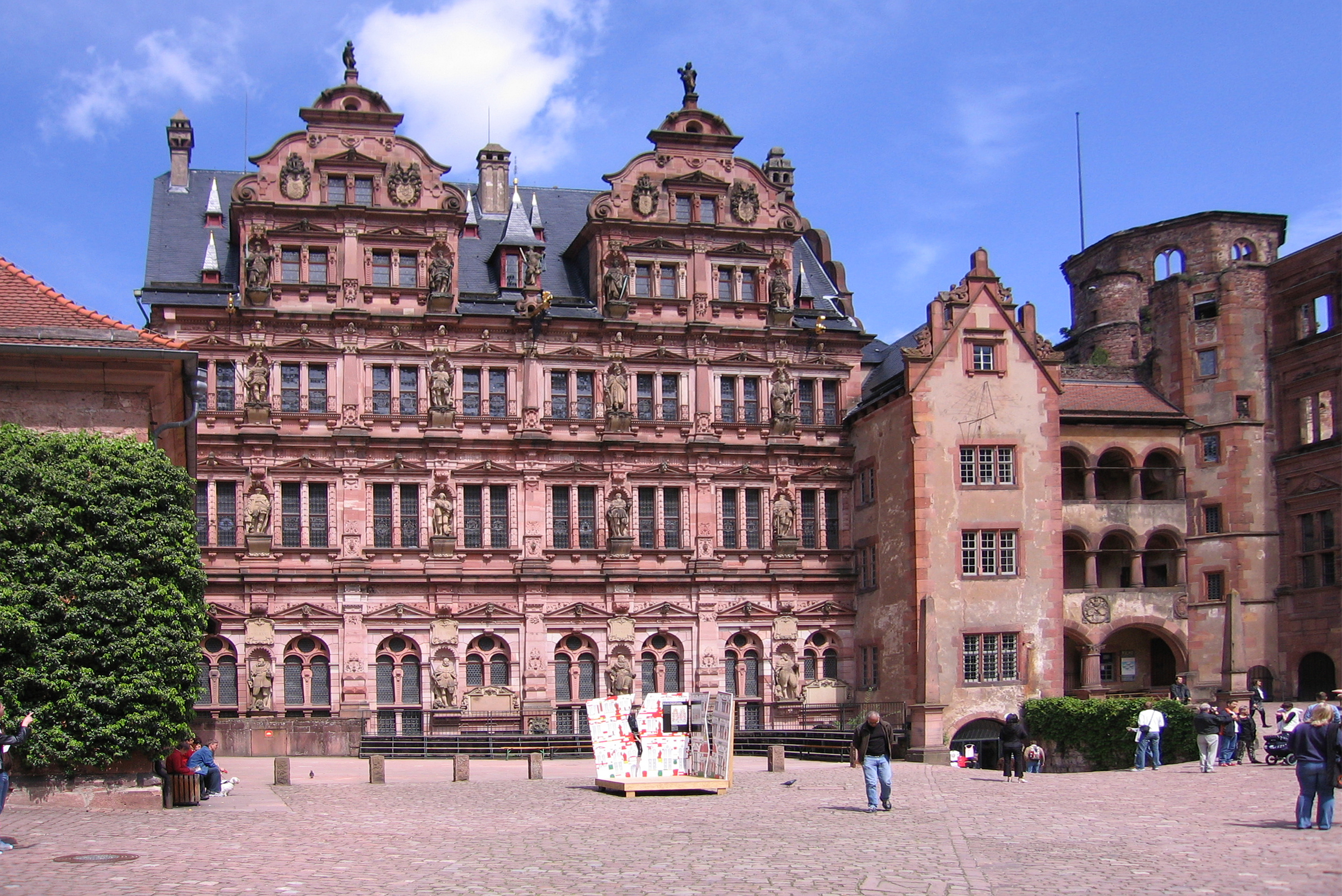
Vorlage des Bernusbaues, der Friedrichsbau des Heidelberger Schlosses
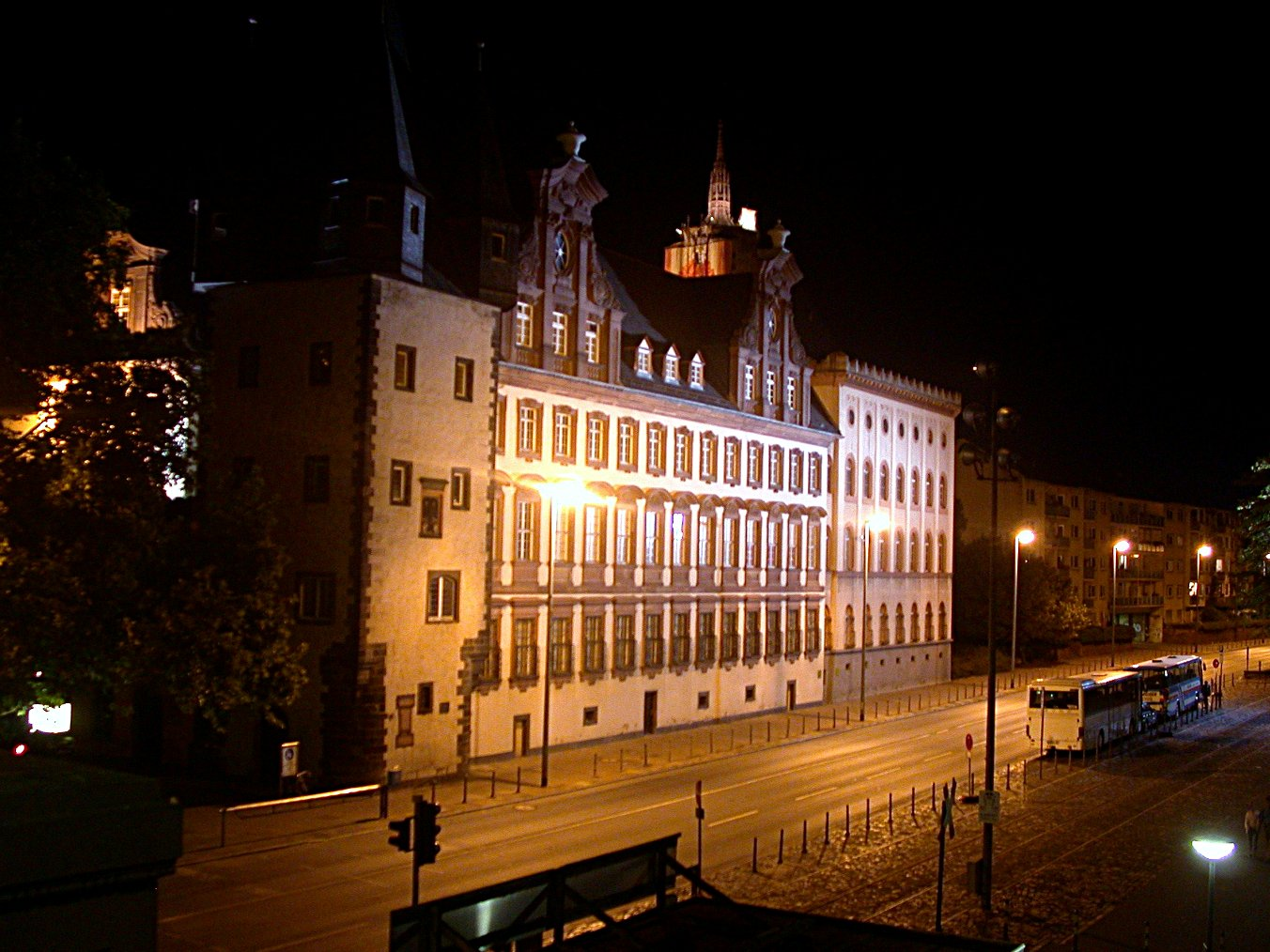
Frankfurt Saalhof mit Bernusbau, 2007
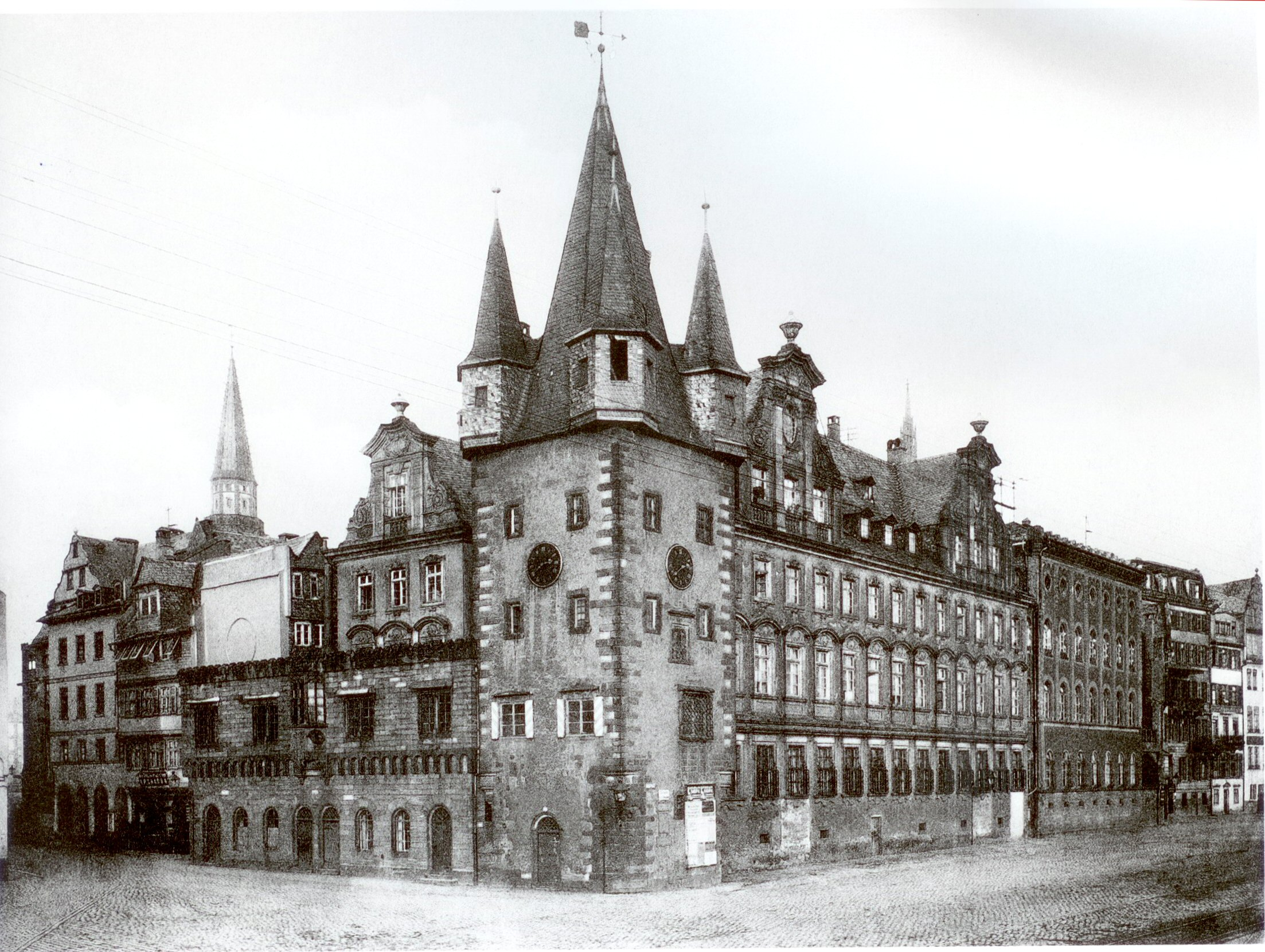
Frankfurt Saalhof mit Bernusbau, um 1900